# Algodor
Ne doit pas être confondu avec Algodor (rivière).
Algodor est un petit village situé entre Tolède et Aranjuez, en Espagne. Il se situe sur le territoire de la commune d'Aranjuez, elle-même située dans la communauté de Madrid.
Le village possède une population de seulement 14 habitants en 2013, toutefois, à son apogée dans les années 1920, il comptait plus d'habitants qu'aujourd'hui et a été dotée d'une école et d'une chapelle.

## Histoire
Le village, peuplé principalement d'anciens cheminots, possède un petit ermitage et célèbre son pèlerinage à la mi-mars et ses fêtes patronales en août.

## Patrimoine ferroviaire
Le bâtiment le plus important du village est sa gare, conçue par Narciso Claveria dans un style néo-mudéjar. Construite en remplacement d'une installation plus modeste, elle a été érigée dans les années 1920 par la Compagnie du chemin de fer de Madrid à Saragosse et Alicante (souvent désignée sous ses initiales espagnoles « MZA », pour « Madrid, Zaragoza et Alicante »). L'activité de la gare s'est considérablement amenuisée depuis l'ouverture de la ligne à grande vitesse Madrid - Tolède en 2005. L'ancienne ligne ferroviaire entre Aranjuez et Tolède ayant fermée, il y a moins de trafic qui transite par Algodor.

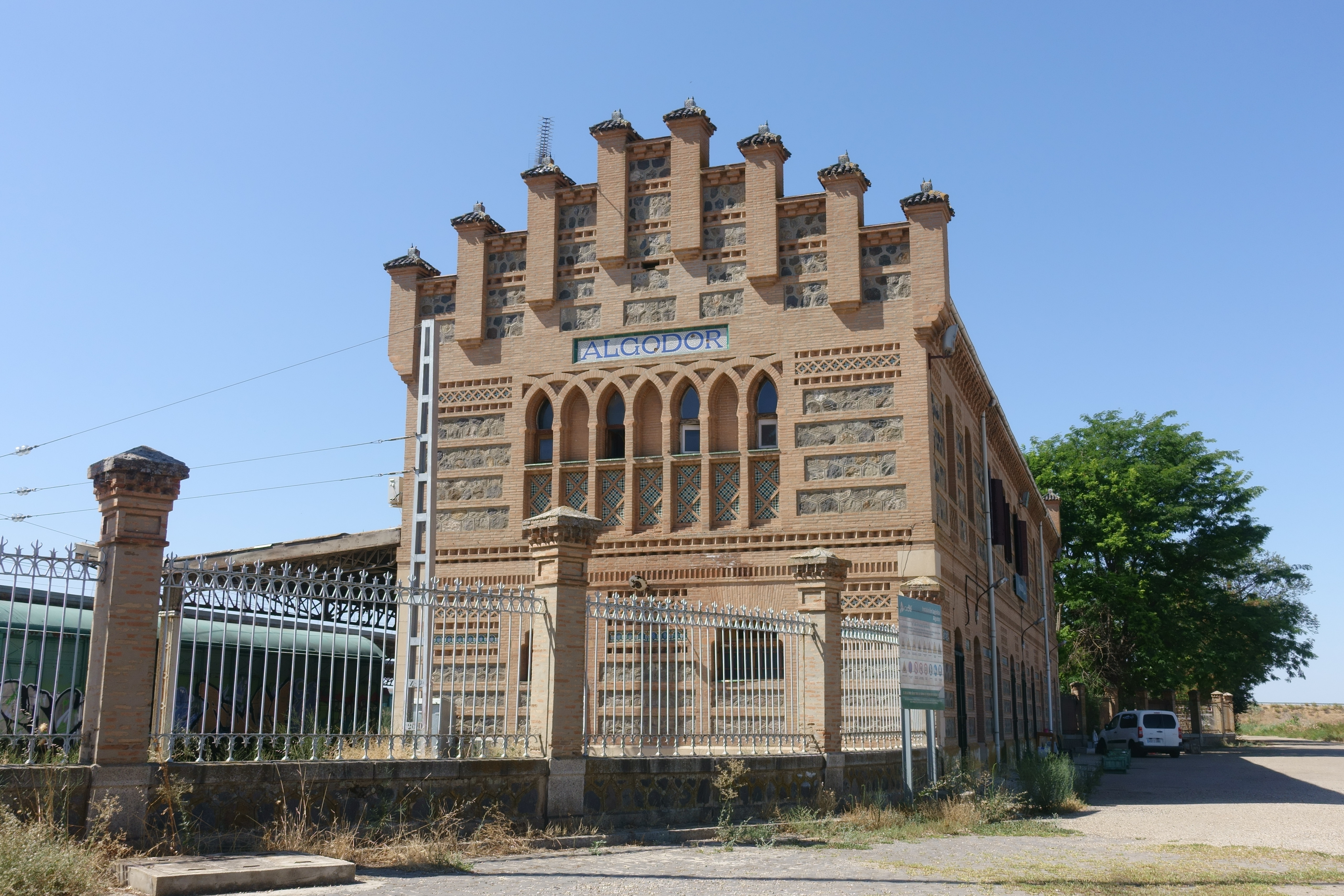
Gare d'Algodor (août 2021).

Entre 1932 et la fin du XXe siècle, un système hydraulique italien, développé par Bianchi et Servettaz, a été utilisé pour contrôler les aiguillages et la signalisation du réseau ferré. Une partie de ce système est aujourd'hui exposée au Musée du chemin de fer de Madrid, dans une réplique du poste d'aiguillage.

## Écologie
Le secteur de la vallée du Tage, près d'Aranjuez, est un bon endroit pour observer les papillons et autres animaux sauvages. Algodor peut être utilisé comme point de départ de plusieurs sentiers explorant la région.

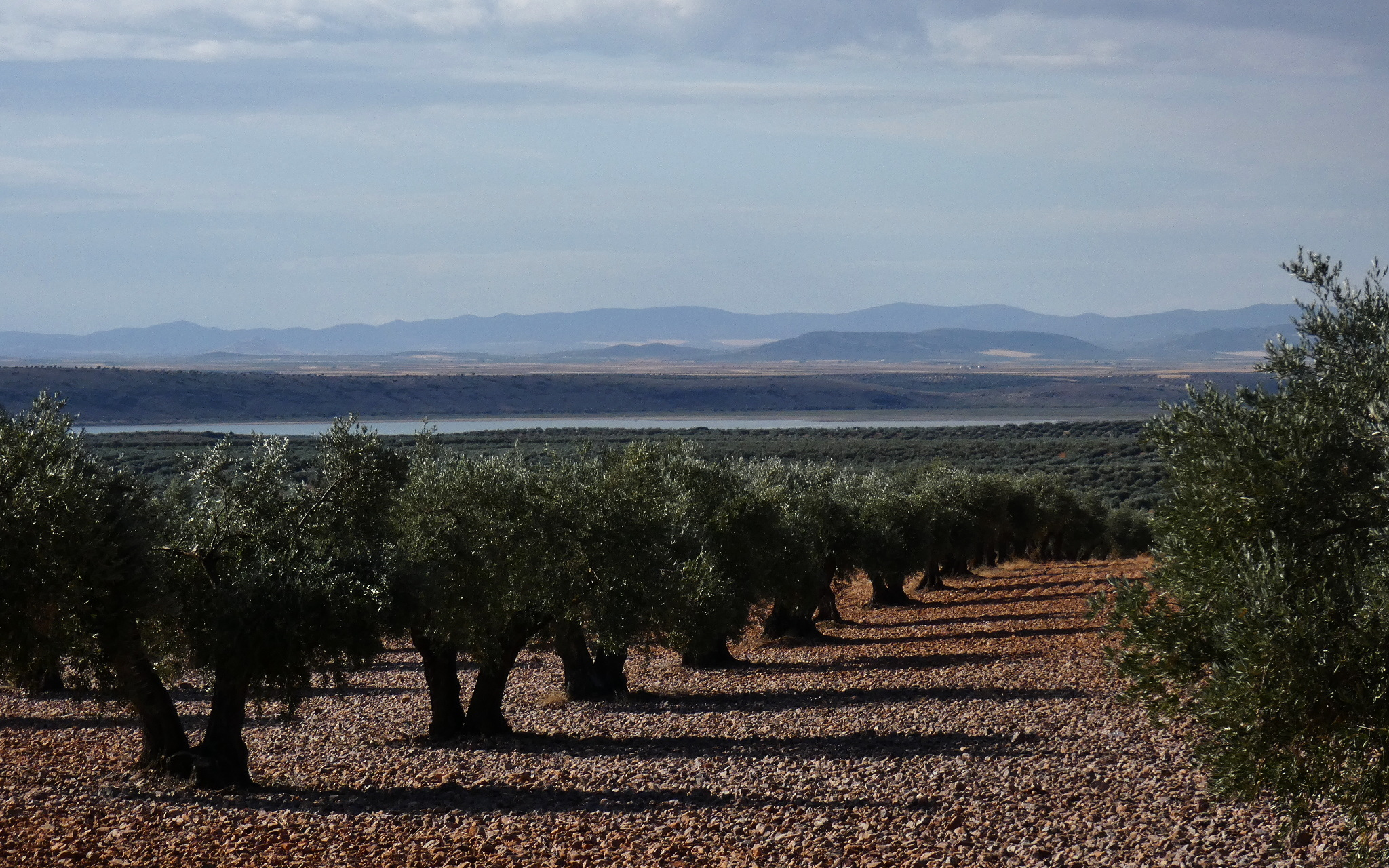
La rivière Algodor qui se jette dans le Tage, entre Aranjuez et Tolède (septembre 2019).